# عبد الله الجمعة
عبد الله بن صالح الجمعة هو كاتب ورحالة ومقدم برامج سعودي ولد في الرياض سنة (1987م) درس القانون في جامعة الملك سعود في الرياض ثم الماجستير في جامعة مانشستر والماجستير من جامعة هارفارد أيضاً. في مجال الكتابة له ثلاثة إصدارات عظماء بلا مدارس، أيتام غيروا مجرى التاريخ، حكايا سعودي في أوروبا، حققت هذه الكتب نسبة مبيعات عالية مما أكسبه شهرة كبيرة. اشتهر أيضًا كونه رحالة سعودي يحب المغامرات والسفر ويوثقها على مواقع التواصل الاجتماعي، كما قدم عدداً من البرامج على شاشة التلفاز منها: (حكايا سفر) وهو عن رحلاته في أمريكا الجنوبية، وبرنامج (حكايا سعودية).

## كتبه

### عظماء بلا مدارس
هو أول كتاب كتبه، كتب فيه عن سير أناسٍ تميزوا بعضهم لم يدخلوا المدرسة، والبعض الآخر لم يتموا دارستهم مثل (عمر المختار، أحمد ديدات، سليمان الراجحي، حمد الجاسر، مالكوم إكس وآخرون..)
لاقى الكتاب نجاحاً كبيراً وكانت الطبعة الأولى منه في سنة (2006) والطبعة التاسعة في سنة (2014).

### أيتام غيروا مجرى التاريخ
يتحدت الكتاب عن علماء ورجال أعمال وقادة وسياسيين أشتركوا كلهم في خصلة واحدة ألا وهي اليُتم مثل (أحمد بن حنبل، عبد العزيز بن باز، الشافعي، جنكيز خان وآخرون..) ولم يذكر الكاتب سيرة الرسول ﷺ لأنه أعظم إنسان ولا ينبغي أن تُذكر سيرته مع من دونه من البشر. تُرجم الكتاب إلى اللغة الإندونيسية، وكانت الطبعة الأولى منه في سنة (2007). والطباعة الثانية 2015

### حكايا سعودي في أوروبا
يصف الكاتب رحلته في أوروبا متنقلاً بين العديد من الدول الأوروبية، راوياً قصصاً حدثت معه وكذلك قام بزيارة دول مجهرية مثل (كريستيانيا البلدة الحرة). لاقى الكتاب هو الآخر نجاحاً كبيراً وكانت الطبعة الأولى في (2013) وفي مايزيد عن السنة بقليل تجاوز الستين طبعة، وبيع منه 14 ألف نسخة في وقت إقامة معرض الرياض الدولي للكتاب فقط. تحولت فكرة الكتاب إلى برنامج تلفزيوني يحمل عنوان «حكايا سفر» لصالح قناة العرب.

## من أقواله
- «النجاح هو أن تكون سعيداً في باطن الأرض بينما يضج الناس فوقها بكاءً لموتك»
- «إذا أردنا أن نعرف التاريخ على حقيقته علينا أن نعرف المؤرخين على حقائقهم»
- «ثقافتك لنفسك، وأخلاقك للجميع»

## برامج
- قدم برنامج (حكايا سفر) على قناة روتانا خليجية عام 2017م.[4]
- قدم برنامج (حكايا سعودية) على قناة السعودية في شهر رمضان عام 2020م.[5]
- قدم برنامج (مساء الثقافية) على القناة الثقافية بداية من سبتمبر عام 2023.[6]